# Al-Kanatir (Hama)
Al-Kanatir – miejscowość w Syrii, w muhafazie Hama. W 2004 roku liczyła 256 mieszkańców.